# Fyrbandad blombock
Fyrbandad blombock (Leptura quadrifasciata) är en svartgul skalbagge i familjen långhorningar. Den är 11 till 20 millimeter lång. 